# Mikroudtryk
Mikroudtryk er et udtryk der gerne bruges om undertrykte ansigstudtryk, som kun varer en brøkdel af et sekund. Emnet blev første gang verdenskendt under tv serien Lie to Me, hvor en forsker bruger disser udtryk til at aflæse folks sande følelser
Teorien bag disse udtryk der først blev opdaget af Dr. Paul Ekman , der også overser produktionen af Lie to Me, er at alle udtryk, vi mennesker har, er genetiske. Det betyder, at når en person i Amerika bliver vred, trækkes øjenbrynene ned og sammen, men det samme sker når en indfødt i Australien bliver vred. 
Hvad Dr. Paul Ekman så opdagede var, at selv når vi prøvede at skjule disse udtryk, var udtrykkende stadig så instinktive, at vi i de fleste tilfælde ville vise dem alligevel, om end blot i et brøkdel af et sekund. Dette blev tildelt navnet Mikroudtyk eller Micro expression.
De 7 basale udtryk som går igen hos alle mennesker er: Væmmelse, foragt, vrede, glæde, sorg, overraskelse og frygt.